# Dolar Salt Spring
Dolarul Salt Spring este o monedă locală emisă de Fundația Monetară a Insulei Salt Spring (Salt Spring Island Monetary Foundation) pentru a promova istoria locală, arta și bunăvoința pe Insula Saltspring, Columbia Britanică, Canada.

## Istorie
Discuțiile duse de către Coaliția pentru durabilitate a Insulei Salt Spring (Sustenable Salt Spring Coalition) au examinat posibilitatea stabiliri unei monede locale până la sfârsitul anului 2000. În iulie 2001 a fost înființată Fundația Monetară a Insulei Salt Spring și înregistrată  în provincia Columbia Britanică. Prima tipărire a monedei a avut loc în Septembrie 2001. În 2006 Fundația monetară a Insulei Salt Spring a început să planifice prima ediție de monede de argint. Primele monede au fost faurite și emise în Decembrie 2007.

## Valută
Bancnotele erau, și încă sunt emise în valoare de 1$$, 2$$, 5$$, 10$$, 20$$, 50$$ și 100$$. Fiecare poartă imaginea unei personalități din insula Salt Spring, cum ar fi Henry Wright Bullock (pe bancnota de 1$$), Matilda Naukana Harris 2$$) sau Sylvia Stark (5$$). Alături de imagine este și un citat al lui Albert Einstein: „Cum îmi doresc ca undeva să existe o insulă pentru cei care sunt înțelepți și de bună credință! Într-un astfel de loc și eu aș fi un patriot înflăcărat”. În centrul  bancnotei există un peisaj din locuri selecte de pe insulă. Pe spatele bancnotei se află picturi ale artiștilor locali printre care și Robert Bateman. 
Dolarul de Salt Spring este schimbat la aceiași valoare cu dolarul canadian și folosit în majoritatea afacerilor de pe insulă. Dolarul Salt Spring a primit semnul distinct $$ pentru a marca dolarul Salt Spring. Fundația monetară Salt Spring schimbă moneda cu dolari canadieni.

## Legături externe
- en Saltspring Dollars Website
- en Camera de Comerț Saltspring